# Gambusia monticola
Gambusia monticola és un peix de la família dels pecílids i de l'ordre dels ciprinodontiformes.

## Distribució geogràfica
Es troba al sud-est de Cuba.